# Alexandr Jevgeněv
Alexandr Jevgeněv (rusky Александр Анатольевич Евгеньев ) (* 20. července 1961) je bývalý sovětský atlet, sprinter, halový mistr světa v běhu na 200 metrů z roku 1985.

## Sportovní kariéra
V letech 1983 a 1984 se stal halovým mistrem Evropy v běhu na 200 metrů. V roce 1985 zvítězil v této disciplíně také na prvním ročníku halového mistrovství světa. Ve stejné sezóně získal rovněž bronzovou medaili v běhu na 200 metrů na halovém mistrovství Evropy. V roce 1986 na evropském halovém šampionátu vybojoval v této disciplíně stříbrnou medaili. S úspěchem startoval na mistrovství Evropy ve Stuttgartu v roce 1986 – byl členem vítězné sovětské štafety na 4 × 100 metrů, ve finále běhu na 200 metrů doběhl šestý. O rok později na mistrovství světa v Římě byl členem stříbrné sovětské štafety na 4 × 100 metrů.

## Osobní rekordy
- 60 metrů – 6,67 s (1983)
- 100 metrů – 10,22 s (1984)
- 200 metrů – 20,41 s (1984)